# IC 2412
IC 2412 ist ein Stern im Sternbild Krebs auf der Ekliptik, den der deutsche Astronom Max Wolf am 13. Januar 1901 fälschlich als IC-Objekt beschrieb.